# Phytotype
Dans le domaine de la phytosociologie, le phytotype d'une plante est l’ensemble des plantes (cortège végétal) qui accompagnent le plus probablement ou réellement cette plante. 

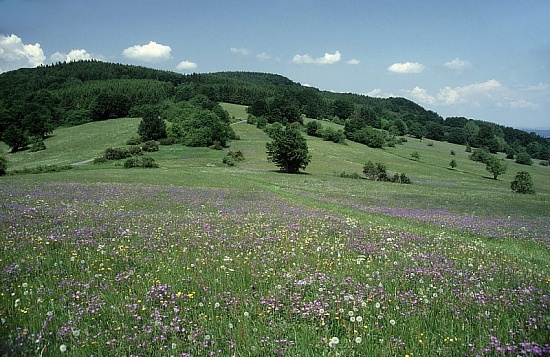
Le phytotype peut aider à déterminer un taxon rare

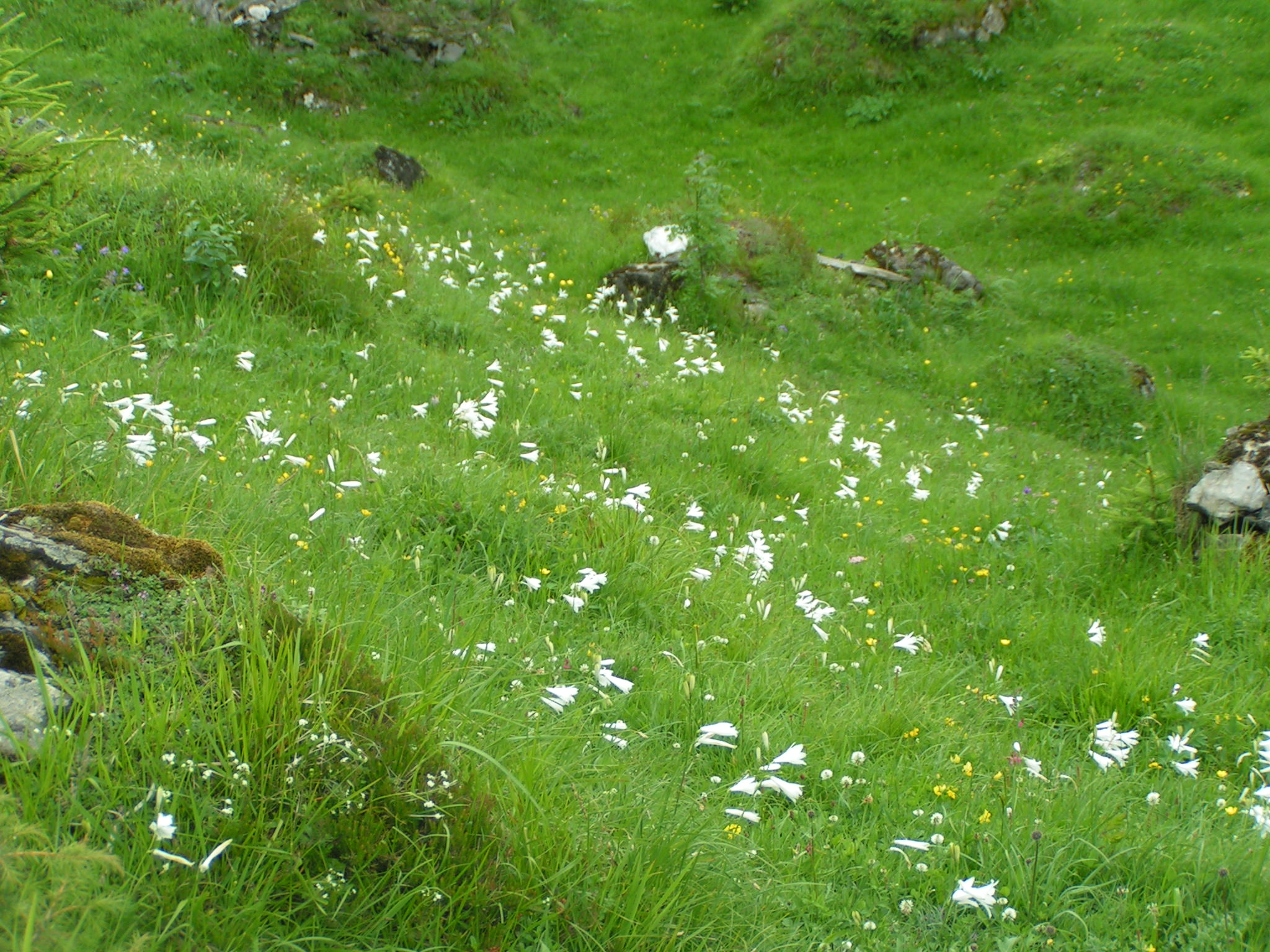
Le phytotype peut aider à mesurer le niveau de naturalité d'un habitat

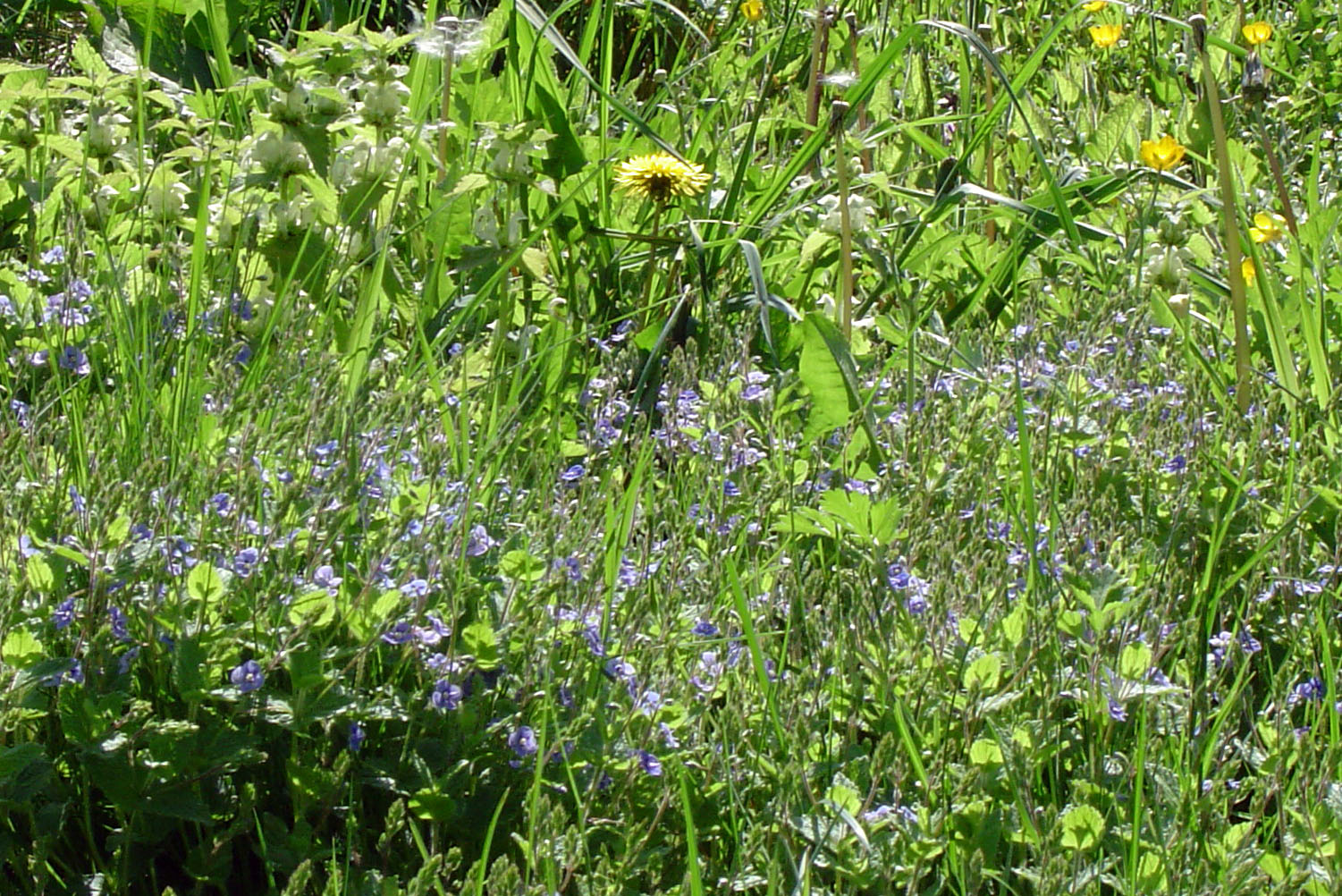
Le phytotype donne aussi des indications précises sur le milieu et/ou sur les actions humaines qui l'ont concerné

La connaissance du phytotype des plantes est une aide à la confirmation de la détermination d’une espèce. 

Un phytotype anormal est l’indice d’un élément susceptible d’être important pour l’étude écologique du milieu ou de l’espèce. 

## Principe
Si l’on admet que le rassemblement d’espèces en communautés naturelles relativement stables ou évolutives révèle une partie des conditions du milieu et de leurs exigences (Facteurs écologiques), ces espèces  peuvent statistiquement être groupées en groupes (dits « phytotypes »). 

Les espèces les plus discriminantes d’un phytotypes seront de bons indicateurs de ce phytotype.

## Utilité
La connaissance partielle d’un phytotype, ou la connaissance précise du phytotype d’un milieu fraichement partiellement détruit, permettent de statistiquement « prédire » les espèces potentiellement et probablement présentes dans ce milieu et de comparer la réalité à cette probabilité. 

La connaissance des facteurs écologiques du milieu permet de prédire les espèces qui pourraient ou devraient être présentes dans ce milieu. Des anomalies du phytotype peuvent être l’indice d’un facteur écologique (biotique et/ou abiotique), elles peuvent par exemple être l’indice d’une pollution cachée (eutrophisations, métaux lourds, acidification, changement climatique..), ou de séquelles d’activités anthropiques aujourd’hui non visibles (drainage souterrain, régression et dégradation des sols, séquelles de guerre, etc.).